# Poritia dawna
Poritia dawna är en fjärilsart som beskrevs av Evans 1921. Poritia dawna ingår i släktet Poritia och familjen juvelvingar. Inga underarter finns listade i Catalogue of Life.